# تشو يانغ (سياسي)
تشو يانغ (بالصينية: 周扬) هو ناقد أدبي وكاتب وسياسي صيني، ولد في 7 نوفمبر 1908 بيييانغ في الصين، وتوفي في 31 يوليو 1989 ببكين في الصين. حزبياً، نشط في الحزب الشيوعي الصيني. انتخب عضو دائم في اللجنة الوطنية للمؤتمر الاستشاري السياسي للشعب الصيني خلال فترته النيابية ‏ وانتخب عضو مجلس الشعب الصيني ‏ خلال فترته النيابية وانتخب عضو في اللجنة الوطنية لجمهورية الصين الشعبية خلال فترته النيابية ‏.